# Mark Birighitti
Mark Birighitti est un footballeur australien né le 17 avril 1991 à Perth. Il évolue au poste de gardien de but.

## Biographie
Le 18 juillet 2016, il rejoint Swansea City.
Le 19 juillet 2022, il rejoint Dundee United.

## Palmarès
Dundee United
- Champion du Championnat d'Écosse de deuxième division en 2024 avec Dundee United